# Challenge Desgrange-Colombo 1949
Navigation
Édition précédente Édition suivante
Le Challenge Desgrange-Colombo 1949 est la deuxième édition de ce classement de régularité de cyclisme sur route international.
Dans cette édition, dix manches sont au programme : les neuf courses de l'édition de 1948, auxquelles il faut ajouter le Tour de Suisse. Les coureurs doivent avoir participé à au moins une des trois courses dans chaque pays organisateur (Belgique, France et Italie) pour apparaître au classement final, tandis que la participation en Suisse n'est pas obligatoire.
Le lauréat est l'Italien Fausto Coppi, qui remporte quatre des dix manches : Milan-San Remo, le Tour d'Italie, le Tour de France et le Tour de Lombardie. Son total de 203 points est quasi le double de celui de ses poursuivants et c'est le score le plus élevé jamais atteint dans ce challenge. Le classement par pays est remporté  pour la deuxième fois consécutive par l'Italie.

## Barème
| Course/Classement               | 1er | 2e | 3e | 4e | 5e | 6e | 7e | 8e | 9e | 10e | 11e | 12e | 13e | 14e | 15e | 16e | 17e | 18e | 19e | 20e | 21e | 22e | 23e | 24e | 25e |
| ------------------------------- | --- | -- | -- | -- | -- | -- | -- | -- | -- | --- | --- | --- | --- | --- | --- | --- | --- | --- | --- | --- | --- | --- | --- | --- | --- |
| Tour d'Italie et Tour de France | 60  | 52 | 46 | 44 | 42 | 40 | 38 | 36 | 34 | 32  | 30  | 28  | 26  | 24  | 22  | 20  | 18  | 16  | 14  | 12  | 10  | 8   | 6   | 4   | 2   |
| Autres épreuves                 | 30  | 26 | 23 | 22 | 21 | 20 | 19 | 18 | 17 | 16  | 15  | 14  | 13  | 12  | 11  | 10  | 9   | 8   | 7   | 6   | 5   | 4   | 3   | 2   | 1   |

## Épreuves
| Date               | Course            | Pays             | Vainqueur                 | Équipe                         |
| ------------------ | ----------------- | ---------------- | ------------------------- | ------------------------------ |
| 19 mars            | Milan-San Remo    | Italie           | Fausto Coppi              | Bianchi-Ursus                  |
| 10 avril           | Tour des Flandres | Belgique         | Fiorenzo Magni            | Wilier Triestina               |
| 13 avril           | Flèche wallonne   | Belgique         | Rik Van Steenbergen       | Mercier-Hutchinson             |
| 17 avril           | Paris-Roubaix     | France           | Serse Coppi et André Mahé | Bianchi-Ursus et Stella-Dunlop |
| 24 avril           | Paris-Bruxelles   | France/ Belgique | Maurice Diot              | Mercier-Hutchinson             |
| 15 mai             | Paris-Tours       | France           | Albert Ramon              | Ganna-Ursus                    |
| 21 mai-12 juin     | Tour d'Italie     | Italie           | Fausto Coppi              | Bianchi-Ursus                  |
| 30 juin-24 juillet | Tour de France    | France           | Fausto Coppi              | Italie                         |
| 30 juillet-6 août  | Tour de Suisse    | Suisse           | Gottfried Weilenmann      | Wolf                           |
| 23 octobre         | Tour de Lombardie | Italie           | Fausto Coppi              | Bianchi-Ursus                  |

## Classements finals

### Individuel
| Pos. | Coureur                | Équipe                                   | Points |
| ---- | ---------------------- | ---------------------------------------- | ------ |
| 1    | Fausto Coppi (ITA)     | Bianchi-Ursus                            | 203    |
| 2=   | Gino Bartali (ITA)     | Bartali-Gardiol                          | 115    |
| 2=   | Fiorenzo Magni (ITA)   | Wilier Triestina                         | 115    |
| 4    | Nedo Logli (ITA)       | Arbos                                    | 68     |
| 5    | Adolfo Leoni (ITA)     | Legnano-Pirelli et Alcyon-Dunlop         | 67     |
| 6    | Maurice Mollin (BEL)   | Bottecchia-Pirelli et Mercier-Hutchinson | 62     |
| 7    | Giulio Bresci (ITA)    | Wilier Triestina et Tebag                | 59     |
| 8    | Giancarlo Astrua (ITA) | Follis-Dunlop et Benotto-Superga         | 59     |
| 9    | Jean Goldschmit (LUX)  | Garin-Wolber et Fiorelli                 | 56     |
| 10   | Albert Ramon (BEL)     | Bertin-Wolber et Ganna-Ursus             | 55     |

### Pays
Pour le classement par pays, les points des cinq meilleurs coureurs par course sont additionnés.
| Pos. | Pays     | Points |
| ---- | -------- | ------ |
| 1    | Italie   | 878    |
| 2    | Belgique | 628    |
| 3    | France   | 621    |